# Deadache
Deadache – czwarty album studyjny fińskiego zespołu hardrockowego Lordi wydany w Finlandii 29 października 2008 roku.
Do różnych wydań albumu zostały dołączone różne utwory bonusowe, a także dodatki: do płyty w formie digipaku załączono tekturową maskę z wizerunkiem Mr. Lordiego, a do specjalnej edycji japońskiej karty kolekcjonerskie.

## Lista utworów
| Nr  | Tytuł utworu                       | Długość |
| --- | ---------------------------------- | ------- |
| 1.  | „SCG IV”                           | 0:42    |
| 2.  | „Girls Go Chopping”                | 4:02    |
| 3.  | „Bite It Like A Bulldog”           | 3:29    |
| 4.  | „Monsters Keep Me Company”         | 5:28    |
| 5.  | „Man Skin Boots”                   | 3:42    |
| 6.  | „Dr. Sin Is In”                    | 3:47    |
| 7.  | „The Ghosts Of The Heceta Head”    | 3:38    |
| 8.  | „Evilyn”                           | 4:00    |
| 9.  | „The Rebirth Of The Countess”      | 1:59    |
| 10. | „Raise Hell In Heaven”             | 3:32    |
| 11. | „Deadache”                         | 3:28    |
| 12. | „The Devil Hides Behind Her Smile” | 4:12    |
| 13. | „Missing Miss Charlene”            | 5:10    |
|     |                                    | 47:09   |

## Dodatkowe utwory
| Nr | Tytuł utworu              | Uwagi                                 | Długość |
| -- | ------------------------- | ------------------------------------- | ------- |
| 1. | „The House”               | cover Dingo, bonus na edycji fińskiej | 4:17    |
| 2. | „Hate At First Sight”     | bonus na edycji digipak               | 3:33    |
| 3. | „Where's The Dragon?”     | bonus na edycji japońskiej            | 3:01    |
| 4. | „Dead Bugs Bite”          | bonus na iTunes Store                 | 3:43    |
| 5. | „Beast Loose In Paradise” | bonus na edycji japońskiej            | 3:10    |
|    |                           |                                       | 17:44   |

## DVD
Do limitowanej japońskiej edycji albumu dołączona została płyta DVD z ośmioma teledyskami Lordi:
1. "Bite It Like A Bulldog"
2. "It Snows In Hell"
3. "Would You Love A Monsterman?"
4. "Who's Your Daddy?"
5. "Hard Rock Hallelujah"
6. "Blood Red Sandman"
7. "Devil Is A Loser"
8. "Would You Love A Monsterman?"

## Historia wydania
| Kraj              | Data wydania         |
| ----------------- | -------------------- |
| Niemcy            | 24 października 2008 |
| Wielka Brytania   | 27 października 2008 |
| iTunes            | 27 października 2008 |
| Stany Zjednoczone | 28 października 2008 |
| Japonia           | 29 października 2008 |
| Finlandia         | 29 października 2008 |

## Single
1. „Bite It Like A Bulldog” – 3 września 2008
2. „Deadache” – 10 grudnia 2008

## Twórcy
- Mr. Lordi – śpiew
- Amen – gitara elektryczna
- OX – gitara basowa
- Kita – instrumenty perkusyjne, chórki
- Awa – instrumenty klawiszowe